# Vita van der Linden
Vita van der Linden, née le 4 janvier 1997 à Nimègue, est une joueuse de soccer néerlandaise évoluant au poste de défenseure au Stade de Reims.

## Biographie

### Carrière en club
Vita van der Linden commence le soccer dans une équipe masculine. Elle intègre par la suite une sélection des meilleures filles de la région. Après avoir disputé quelques matchs avec le PSV/FC Eindhoven, elle rejoint l'Ajax Amsterdam en 2015, où elle remporte deux fois le championnat de première division, ainsi que trois coupes nationales. Elle dispute également la Ligue des champions en 2018, jouant un huitième de finale face à Lyon.
À l'été 2019, elle signe à Bristol, mais ne joue que quatre matchs, et rejoint en janvier 2020 le Stade de Reims, en France.

### Carrière internationale
Vita van der Linden connait toutes les sélections jeunes néerlandaises des U16 jusqu'aux U23. Avec les U19, elle atteint la demi-finale de l'Euro U19 2016, en ayant disputé tous les matchs, et est élue dans l'équipe type du tournoi.

## Palmarès
Ajax Amsterdam
- Eredivisie (2)
  - Vainqueur en 2016-2017 et 2017-2018
  - Finaliste en 2015-2016 et 2018-2019
- Coupe des Pays-Bas (3)
  - Vainqueur en 2016-2017, 2017-2018 et 2018-2019
  - Finaliste en 2015-2016 et 2018-2019

## Statistiques
| Saison                | Club                  | Championnat           | Championnat | Championnat | Coupe(s) nationale(s) | Coupe(s) nationale(s) | Compétition(s) continentale(s) | Compétition(s) continentale(s) | Compétition(s) continentale(s) | Total | Total |
| Saison                | Club                  | Division              | M.          | B.          | M.                    | B.                    | Comp.                          | M.                             | B.                             | M.    | B.    |
| 2013-2014             | PSV/FC Eindhoven      | BeNe Ligue            | 1           | 0           |                       |                       | -                              | -                              | -                              | 1     | 0     |
| Sous-total            | Sous-total            | Sous-total            | 1           | 0           |                       |                       | -                              | -                              | -                              | 1     | 0     |
| 2015-2016             | Ajax Amsterdam        | Eredivisie            | 9           | 0           |                       |                       | -                              | -                              | -                              | 9     | 0     |
| 2016-2017             | Ajax Amsterdam        | Eredivisie            | 3           | 0           |                       |                       | -                              | -                              | -                              | 3     | 0     |
| 2017-2018             | Ajax Amsterdam        | Eredivisie            | 7           | 0           |                       |                       | C1                             | 0                              | 0                              | 7     | 0     |
| 2018-2019             | Ajax Amsterdam        | Eredivisie            | 10          | 0           |                       |                       | C1                             | 6                              | 0                              | 16    | 0     |
| Sous-total            | Sous-total            | Sous-total            | 29          | 0           |                       |                       | -                              | 6                              | 0                              | 35    | 0     |
| 2019-2020             | Bristol City          | FA WSL                | 1           | 0           | 3                     | 1                     | -                              | -                              | -                              | 4     | 1     |
| Sous-total            | Sous-total            | Sous-total            | 1           | 0           | 3                     | 1                     | -                              | -                              | -                              | 4     | 1     |
| 2019-2020             | Stade de Reims        | Division 1            | 2           | 0           | 2                     | 1                     | -                              | -                              | -                              | 4     | 1     |
| Sous-total            | Sous-total            | Sous-total            | 2           | 0           | 2                     | 1                     | -                              | -                              | -                              | 4     | 1     |
| Total sur la carrière | Total sur la carrière | Total sur la carrière | 33          | 0           | 5                     | 2                     | -                              | 6                              | 0                              | 44    | 2     |